# TECTB
La beta-tectorina es una proteína que en humanos está codificada por el gen TECTB .

## Función
Los genes de la alfa-tectorina y la beta-tectorina (esta proteína) codifican las principales proteínas no colágenas de la membrana tectorial de la cóclea.